# Gladbrook
Gladbrook es una ciudad ubicada en el condado de Tama en el estado estadounidense de Iowa. En el Censo de 2010 tenía una población de 945 habitantes y una densidad poblacional de 524,23 personas por km².

## Geografía
Gladbrook se encuentra ubicada en las coordenadas 42°11′10″N 92°42′54″O / 42.18611, -92.71500. Según la Oficina del Censo de los Estados Unidos, Gladbrook tiene una superficie total de 1.8 km², de la cual 1.8 km² corresponden a tierra firme y (0%) 0 km² es agua.

## Demografía
Según el censo de 2010, había 945 personas residiendo en Gladbrook. La densidad de población era de 524,23 hab./km². De los 945 habitantes, Gladbrook estaba compuesto por el 98.84% blancos, el 0% eran afroamericanos, el 0% eran amerindios, el 0% eran asiáticos, el 0% eran isleños del Pacífico, el 0.53% eran de otras razas y el 0.63% pertenecían a dos o más razas. Del total de la población el 0.95% eran hispanos o latinos de cualquier raza.